# Portret Camila Goi
Portret Camila Goi (hiszp. Retrato de Camilo Goya) – obraz olejny hiszpańskiego malarza Francisca Goi. Portret przedstawiający młodszego brata malarza w Domu Muzeum Ignacia Zuloagi w Zumaii.

## Okoliczności powstania
Tożsamość portretowanego nie jest pewna, tradycyjnie jest identyfikowany jako Camilo Goya y Lucientes, młodszy brat malarza. Camilo został wyświęcony na kapłana w 1785 roku, co mogło być okazją do realizacji tego portretu. Historyk sztuki Arturo Ansón Navarro z pewnymi zastrzeżeniami sugeruje, że portret może przedstawiać Antonia Artetę de Monteseguro (1745–1813), duchownego i pisarza z Hueski. Arteta był znajomym Goi i innych Aragończyków z kręgu malarza, takich jak Martín Zapater i Juan Martín de Goicoechea.
August L. Mayer i Xavier Desparmet Fitz-Gerard datują obraz na 1785, rok ordynacji kapłańskiej Camila. Arturo Ansón Navarro sugeruje przedział 1780–1785, ze względu na neoklasyczne i formalne cechy portretu, a także okres, w którym Antonio Arteta przebywał w Madrycie. W latach 80. Goya sportretował w podobny sposób innych przyjaciół z kręgu ilustrados, m.in. Juana Agustína Ceána Bermúdeza ok. 1785 roku i Ramóna Pignatellego ok. 1790. Historycy José Gudiol i José Camón Aznar proponują datę 1800, okres, w którym Goya namalował wiele portretów, zarówno klasycznych, jak i bardziej wystawnych. Neutralne tło i pionowa sylwetka przypominają Portret Ferdinanda Guillemardeta, ambasadora francuskiego w Hiszpanii, Portret Antonia Noriegi i Portret markizy de Lazán. Bezpośrednie spojrzenie przywołuje Portret księcia Wellingtona.

## Opis obrazu
Kanonik został przedstawiony w półpostaci, lekko obrócony, na neutralnym brązowawym tle. Siedzi w fotelu obitym zieloną tkaniną, po lewej stronie widoczny jest stół z książkami. Ma na sobie czarny habit kanonika. Jego dłonie są częściowo ukryte, prawa trzyma kapelusz, a lewa jest wsunięta pod habit. Światło delikatnie pada na twarz i ręce modela, wydobywając je z cienia. Wyraźnie pionowa postura podkreśla godność profesji. Bezpośrednie spojrzenie na widza jest pełne wigoru, co według zachowanej korespondencji odpowiada charakterowi Camila Goi.

## Proweniencja
W XIX w. obraz należał do aragońskiej kolekcji hrabiów de Quinto. Został sprzedany na aukcji w Paryżu w 1861, a następnie na początku XX w. nabył go malarz Ignacio Zuloaga.